# Agallia lindbergi
Agallia lindbergi är en insektsart som beskrevs av Metcalf 1955. Agallia lindbergi ingår i släktet Agallia och familjen dvärgstritar. Inga underarter finns listade i Catalogue of Life.